# Ostariophysi
Ostariophysi je drugi najveći nadred riba. Članovi ovog nadreda se zovu ostariofizijani. Ova raznolika grupa sadrži 10.758 vrsta, oko 28% poznatih vrsta riba u svetu i 68% slatkovodnih vrsta, a prisutne su na svim kontinentima osim na Antarktiku. Imaju niz zajedničkih karakteristika kao što su alarmna supstanca i Veberov aparat. Članovi ove grupe su ribe važne koje su važne za ljudsku ishranu, sport, industriju akvarijuma i istraživanja.